# Obcinarka do światłowodów

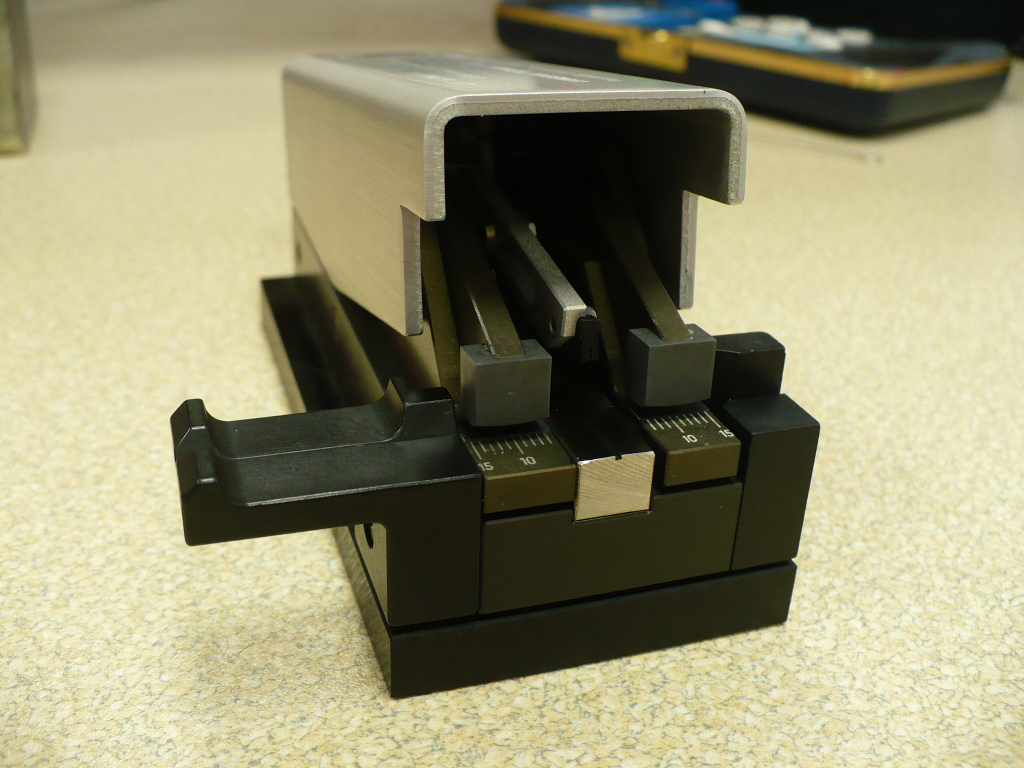
Przykład obcinarki do światłowodów.

Obcinarka służy do precyzyjnego przycinania światłowodów, np. przed ich spawaniem. Ze względu na kruchość włókien światłowodowych ze szkła kwarcowego nie można ich ciąć w zwykły sposób. Obcinarka wykonuje za pomocą ostrego nożyka rysę na włóknie, które jest jednocześnie rozciągane wzdłuż osi. Powoduje to precyzyjne pęknięcie światłowodu.